# Borowiec (powiat włoszczowski)
Borowiec – wieś sołecka w Polsce położona w województwie świętokrzyskim, w powiecie włoszczowskim, w gminie Krasocin.
W latach 1975–1998 miejscowość należała administracyjnie do województwa kieleckiego.

## Historia
Według spisu powszechnego z roku 1921 miejscowość Borowiec – wieś posiadała 16 domów i 88 mieszkańców, folwark 1 dom i 10 mieszkańców.
Urodził się tu Feliks Rak – polski poeta i działacz ruchu ludowego.